# پنال (آریزونا)
پنال (به انگلیسی: Pinal) یک منطقهٔ مسکونی در ایالات متحده آمریکا است که در آریزونا واقع شده‌است. پنال ۱٫۱۴ کیلومتر مربع مساحت و ۲٬۳۸۷ نفر جمعیت دارد و ۱٬۱۵۸٫۲۵ متر بالاتر از سطح دریا واقع شده‌است.